# Gervais Gaudreault
Gervais Gaudreault est un metteur en scène québécois né le 27 juin 1952 à Chicoutimi  (Québec, Canada).

## Biographie
Après avoir étudié le chant au Conservatoire de musique de Chicoutimi et l’interprétation à l'École nationale de théâtre du Canada, Gervais Gaudreault poursuit sa formation d’acteur à l’Atelier-Studio Kaléidoscope dirigé par Marthe Mercure. À partir de 1973, il collabore avec diverses compagnies montréalaises. À l'invitation de Gilles Maheu, il joint les Enfants du Paradis, compagnie devenue plus tard Carbone 14, où il approfondit sa recherche sur la voix et l’espace.
En 1975, il cofonde, avec l'autrice Suzanne Lebeau, Le Carrousel, compagnie de théâtre et joue dans les premières créations de la compagnie. Il a très tôt la piqûre pour la mise en scène; il dirige Une lune entre deux maisons (1981), première pièce du Carrousel à connaître un rayonnement international. Il a mis en scène dix-sept des 27 spectacles du Carrousel dont plusieurs ont été primés au Québec et à l'étranger : Gil, d'après le roman de Howard Buten Quand j'avais cinq ans, je m'ai tué : meilleure production jeunes publics 1987-1988 (Association québécoise des critiques de théâtre/AQCT); Conte du jour et de la nuit : Grand Prix de Théâtre du Journal de Montréal en 1991; Contes d'enfants réels : Meilleure production jeunes publics (AQCT, 1993 et Académie québécoise du théâtre, 1994); L'Ogrelet : Prix Teatralia 2000 (Madrid); Cuentos de niños reales : Premios Atina 2007, prix du meilleur spectacle étranger présenté en Argentine; Le bruit des os qui craquent : Prix de la critique 2009 (remis par l’Association québécoise des critiques de théâtre); Chaîne de montage : proclamée Meilleure œuvre internationale présentée à Córdoba en 2015, PREMIO PROVINCIAL DE TEATRO 2016 et Gretel y Hansel : Premios Atina 2019, prix du meilleur spectacle étranger présenté en Argentine. 

## Théâtrographie

### Mises en scène

#### PourLe Carrousel, compagnie de théâtre
- 1979 : Une lune entre deux maisons - Texte : Suzanne Lebeau - Mise en scène : Gervais Gaudreault et Léo Munger[9]
- 1987 : Gil - Texte : Suzanne Lebeau , d'après le roman Quand j'avais 5 ans je m'ai tué , d'Howard Buten[10]
- 1989 : Comment vivre avec les hommes quand on est un géant - Texte : Suzanne Lebeau[11]
- 1991 : Conte du jour et de la nuit - Texte : Suzanne Lebeau[3]
- 1993 : Contes d'enfants réels - Texte : Suzanne Lebeau[3]
- 1994 : Salvador : Texte : Suzanne Lebeau[3]
- 1996 : Petit navire - Texte : Normand Chaurette[12]
- 1997 : L'Ogrelet - Texte : Suzanne Lebeau[13]
- 1999 : L'Autoroute - Texte : Dominick Parenteau-Lebeuf[14]
- 2002 : Petit Pierre - Texte : Suzanne Lebeau[15]
- 2005 : Le pays des genoux - Texte : Suzanne Lebeau[16]
- 2006 : Souliers de sables - Texte : Suzanne Lebeau[17]
- 2009 : Le bruit des os qui craquent - Texte : Suzanne Lebeau[18]
- 2010 : Nuit d'orage - Texte : Michèle Lemieux[19]
- 2013 : Gretel et Hansel - Texte : Suzanne Lebeau[20]
- 2014 : Chaîne de montage - Texte : Suzanne Lebeau[21]
- 2016 : Trois petites sœurs - Texte : Suzanne Lebeau[22]

#### Pour d'autres compagnies de théâtre
- 1991 : Baby Blues de Carole Fréchette; Théâtre d'aujourd'hui (Montréal)[23]
- 2004 : Le Cid de Pierre Corneille; Théâtre du Trident (Québec)[24]
- 2007 : Je suis d’un would be pays de François Godin; Théâtre d'aujourd'hui (Montréal)[25]
- 2008 : Dissident, il va sans dire de Michel Vinaver ; Tréteaux de Haute-Alsace (Mulhouse, France)[26]
- 2008 : Nous étions une fois.. . présenté dans le cadre du OFFTA; Compagnie Douze à table (Montréal)[27]
- 2009 : recréation du spectacle Petit Pierre avec deux comédiennes taïwanaises; Taipei Children’s Arts Festival (Taïwan)[28]
- 2011 : recréation du spectacle Le bruit des os qui craquent en espagnol avec les acteurs de la Compañia Nacional de Teatro de Mexico (Mexique)[29]
- 2018 : recréation du spectacle Gretel et Hansel avec des comédiens japonais; Kanagawa Arts Theatre (Japon)[30]